# Лимнологический институт СО РАН
Лимнологический институт СО РАН — один из институтов Иркутского научного центра Сибирского Отделения Академии Наук. Расположен в Иркутске.

## Общие сведения
Институт стал первым научным учреждением Академии наук в Сибири. Среди основных направлений научной деятельности: комплексные исследования озера Байкал и других водоёмов Сибири, лимнология (механизмы образования, биоразнообразие и эволюция озёрных систем), современное состояние и прогноз развития водоёмов и водотоков суши, живые системы (комплексное исследование гидробионтов методами классической и молекулярной биологии и смежных наук).

## История
- В 1916 году создана Байкальская комиссия Академии наук под председательством академика Н. В. Насонова. В комиссию входил в том числе и Ф. К. Дриженко. В этом же году была организована экспедиция по изучению Байкала и выбору места для исследовательской станции под руководством В. Ч. Дорогостайского.
- В 1918 году в посёлке Коты была создана исследовательская база-станция.
- В 1925 года научно-исследовательская станция создана в посёлке Маритуй.
- 1 октября 1928 года создана самостоятельная Байкальская биологическая станция, позже преобразованная в Байкальскую лимнологическую станцию АН СССР.
- В 1930 году станция переехала в посёлок Листвянка.
- Постановлением Президиума АН СССР N49 от 20.01.1961 станция реорганизована в Лимнологический институт СО АН СССР.

## Директоры
Первым директором станции был Глеб Юрьевич Верещагин, после него — Дмитрий Николаевич Талиев, затем с 1954 г. — Григорий Иванович Галазий, по инициативе которого станция была реорганизована в Лимнологический институт СО АН СССР (1961). С 1977 по 1980 гг. заместителем директора Лимнологического института СО РАН являлся известный советский геолог, доктор геолого-минералогических наук Николай Александрович Флоренсов. С 1987 по 2015 год институт возглавлял Михаил Александрович Грачёв, академик РАН.
1 декабря 2015 года директором избран Андрей Петрович Федотов, доктор геолого-минералогических наук, ведущий научный сотрудник, специалист в области лимнологии и палеогеографии, лауреат премии имени академика Г. И. Галазия за цикл работ в области лимнологии.